# Айгльсбах
Айгльсбах (нім. Aiglsbach) — громада в Німеччині, знаходиться в землі Баварія. Підпорядковується адміністративному округу Нижня Баварія. Входить до складу району Кельгайм. Складова частина об'єднання громад Майнбург.
Площа — 39,97 км2. Населення становить 1847 ос. (станом на 31 грудня 2020).